# Тибетски улар
Тибетският улар (Tetraogallus tibetanus) е вид птица от семейство Фазанови (Phasianidae).

## Разпространение и местообитание
Разпространен е в Бутан, Индия, Китай, Непал и Таджикистан.